# Sona Ghazarian
Sona Ghazarian (* 2. September 1945 in Beirut) ist eine armenisch-österreichische Opernsängerin in der Stimmlage lyrischer Koloratursopran.

## Leben
Sona Ghazarian studierte Psychologie an der American University of Beirut und Gesang am dortigen Nationalen Konservatorium. Nach weiteren Studien an der Accademia Musicale Chigiana in Siena und der Accademia di Santa Cecilia in Rom wechselte sie 1972 an die Wiener Staatsoper und sang dort von den 1970er bis zu den 1990er Jahren. Zu ihren bemerkenswertesten Rollen zählen Oscar in Un ballo in maschera und Violetta in La traviata von Giuseppe Verdi.
1973 debütierte Ghazarian bei den Salzburger Festspielen als Barbarina in Le nozze di Figaro und sang dort anschließend im Jahr 1975 die Blonde in Die Entführung aus dem Serail und 1983 die Marzelline in Beethovens Fidelio. Ihr Debüt an der Metropolitan Opera erfolgte 1987 als Adina in Donizettis L’elisir d’amore und sie sang dort 1989 auch Musetta in Puccinis La Bohème. Heute wirkt Sona Ghazarian als Gesangspädagogin in Wien.
In Österreich war sie im ständigen Ensemble der Wiener Staatsoper und wurde Kammersängerin. Sie hat über 70 Rollen in den großen Opernhäusern Europas und den USA gesungen.
Ghazarian ist verheiratet mit Gerhard Skoff und hat zwei Söhne. 

## Einspielungen auf Tonträgern
- Beethoven: Fidelio (Theo Adam, Hildegard Behrens, Sona Ghazarian, Peter Hofmann, Gwynne Howell et al.; Chicago Symphony Orchestra; Sir Georg Solti, Dirigent). Label: Decca (CD)
- Bellini: I Capuleti e i Montecchi (Sona Ghazarian, Ottavio Garaventa, Agnes Baltsa Tugomir Franc, Kurt Rydl; Wiener Staatsoper, Orchester und Chor; Giuseppe Patanè, Dirigent). Live recording 10 August 1977. Label: Gala (CD)
- Strauss: Arabella (Gundula Janowitz, Sona Ghazarian, René Kollo, Edita Gruberová, Bernd Weikl; Wiener Philharmoniker; Sir Georg Solti, Dirigent). Label: Decca (DVD)
- Verdi: Un ballo in maschera (Montserrat Caballé, José Carreras, Patricia Payne, Sona Ghazarian, Ingvar Wixell et al.; Covent Garden Opera Orchestra and Chorus; Colin Davis, Dirigent). Label: Decca (CD)

## Als Schauspielerin
- In der TV-Serie Der Leihopa spielt sie in Folge 14, Ein sehr ehrendes Angebot, die Operndiva Sona Ohnadjanians, die, als sie in Wien gastiert (sie singt die Pamina in der Zauberflöte), Waldemar für den Abend, an dem sie auf der Bühne steht, als Babysitter für ihren zehnjährigen Sohn Mischa anheuert.
- In der Fernsehserie Ein Schloß am Wörthersee übernahm sie die Episodenrolle der Opernsängerin Sonja Vorena und präsentierte ihre Version des Liedes „Deine Lippen, sie küssen so heiß“ aus der Lehár-Operette Giuditta.